# Schempp-Hirth Nimbus
Schempp-Hirth Nimbus ist ein von Klaus Holighaus konstruiertes Segelflugzeug. Hersteller ist Schempp-Hirth in Kirchheim (Teck).
Bis auf den Mini-Nimbus haben alle Nimbus-Typen mehr als 20 m Spannweite, sie fliegen also in der Offenen Klasse.
Der Mini-Nimbus hingegen fliegt in der Rennklasse.

## Versionen

### Nimbus
Holighaus verwendete für den Prototyp des Nimbus den Rumpf des Offene-Klasse-Cirrus und ein ähnliches Leitwerk, jedoch eine völlig neue, dreiteilige Tragfläche mit 22 Metern Spannweite. Der Prototyp flog erstmals 1969. Nur ein einziges Flugzeug dieses Typs wurde gebaut.
Die Wirkung des Seitenruders bei diesem Flugzeug war nicht ausreichend. Selbst wenn der Pilot volles Quer- und Seitenruder gab, flog es einige Sekunden weiter geradeaus, bevor es dann plötzlich in eine steile Kurve fiel. Störklappen gab es nicht, daher war es außerordentlich schwer, das Flugzeug zu landen. Es wurde so mehrmals beschädigt. Jedoch bot das Flugzeug für die damalige Zeit herausragende Segelflugleistungen, mit einer besten Gleitzahl von 51 bei 90 km/h und einer geringsten Sinkrate von nur 0,43 m/s.
George Moffat (USA) flog den Nimbus 1970 auf der Weltmeisterschaft in Marfa, Texas. Trotz großer Handlingprobleme konnte er damit den ersten Platz erringen.

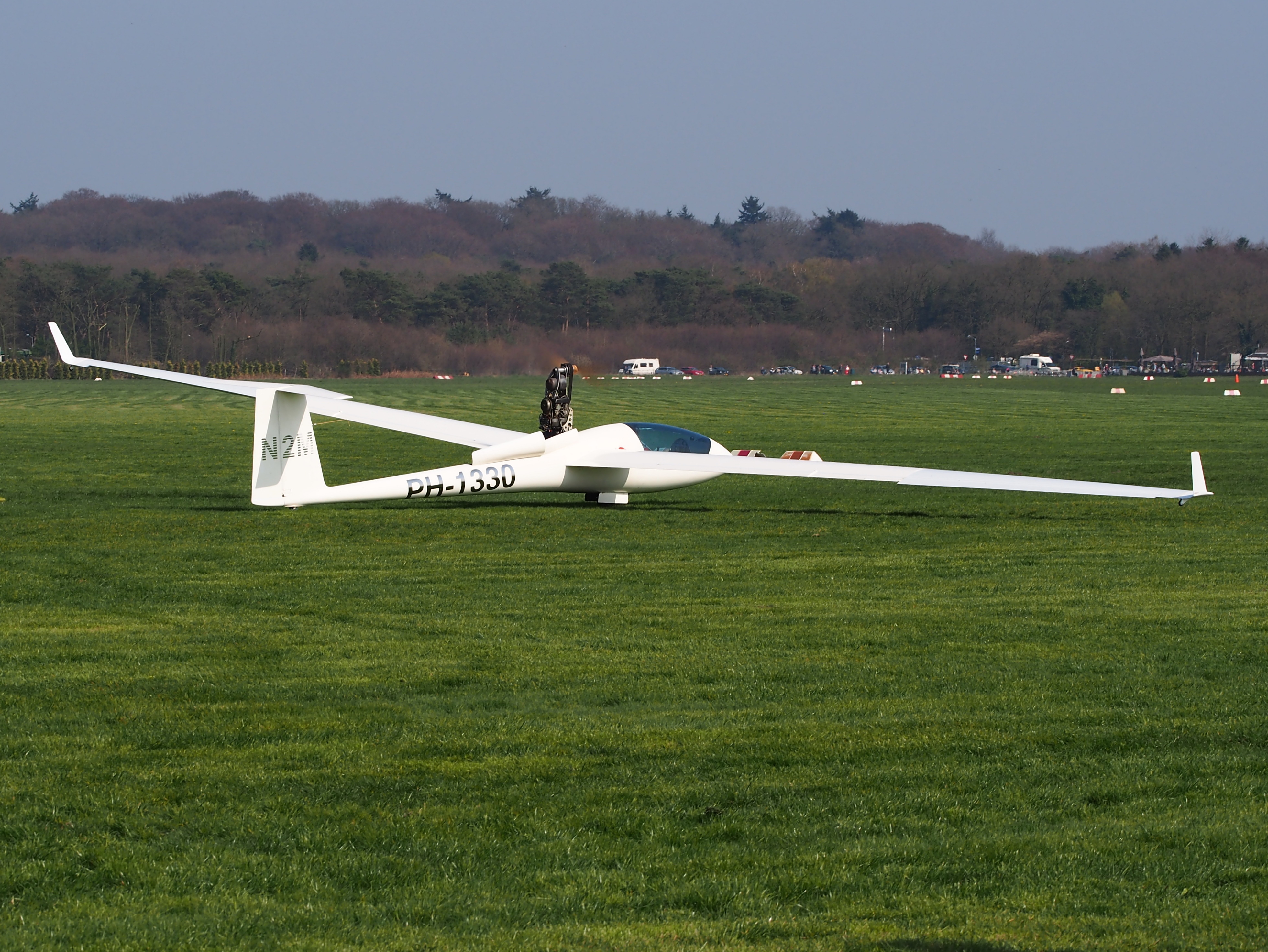
Nimbus-2M am Flugplatz Hilversum in den Niederlanden

### Nimbus-2
Der Nimbus-2 flog erstmals im April 1971. Er wurde fast die ganzen 1970er-Jahre hindurch gebaut und basierte nur grob auf dem ersten Nimbus. Der Nimbus-2 war letztlich ein völlig neues Segelflugzeug mit vielen Verbesserungen. Der Flügel wurde auf 20,3 Meter verkürzt und vierteilig gebaut, um Aufbau und Transport zu erleichtern. Er bekam außerdem Schempp-Hirth-Bremsklappen auf der Oberseite des Flügels.
Die ersten 132 Nimbus-2 hatten ein T-Leitwerk mit dem Pendelhöhenruder des Standard Cirrus. Die späteren Nimbus-2b bekamen ein T-Leitwerk mit gedämpftem Höhenruder. Der Nimbus-2c bekam ein neuartiges, mit den Wölbklappen kombiniertes Bremsklappensystem, zudem gab es von dieser Baureihe eine leichtere Version (erkennbar am schwarzen statt roten „C“ in der Rumpfbeschriftung) mit Flügelholmgurten mit Kohlenstofffaser und mit höherem maximalem Abfluggewicht. Bis 1979 wurden über 230 Nimbus-2, -2b und -2c gebaut. Ein stark modifiziertes Einzelstück mit 23,5 m Spannweite hieß Nimbus-2CS und diente der Erprobung des Konzeptes für den Nachfolger Nimbus-3. Dieses Einzelstück ist auch heute noch (Stand August 2012) zugelassen und aktuell in Großbritannien beheimatet. Als Motorseglervariante wurde der Nimbus-2M entwickelt, dieser hatte ein ausklappbares Triebwerk (Hirth-Motor, 50 PS) und war eigenstartfähig.
Der Nimbus-2 war erfolgreich im Wettbewerb. Zweimal wurde die Weltmeisterschaft in der Offenen Klasse gewonnen, mehrere Rekorde wurden erflogen. Bruce L. Drake, David Speight und S. H. Georgeson flogen 1978 in Neuseeland Weltrekord im Zielflug sowie in freier Strecke mit 1.254 km.

### Mini-Nimbus

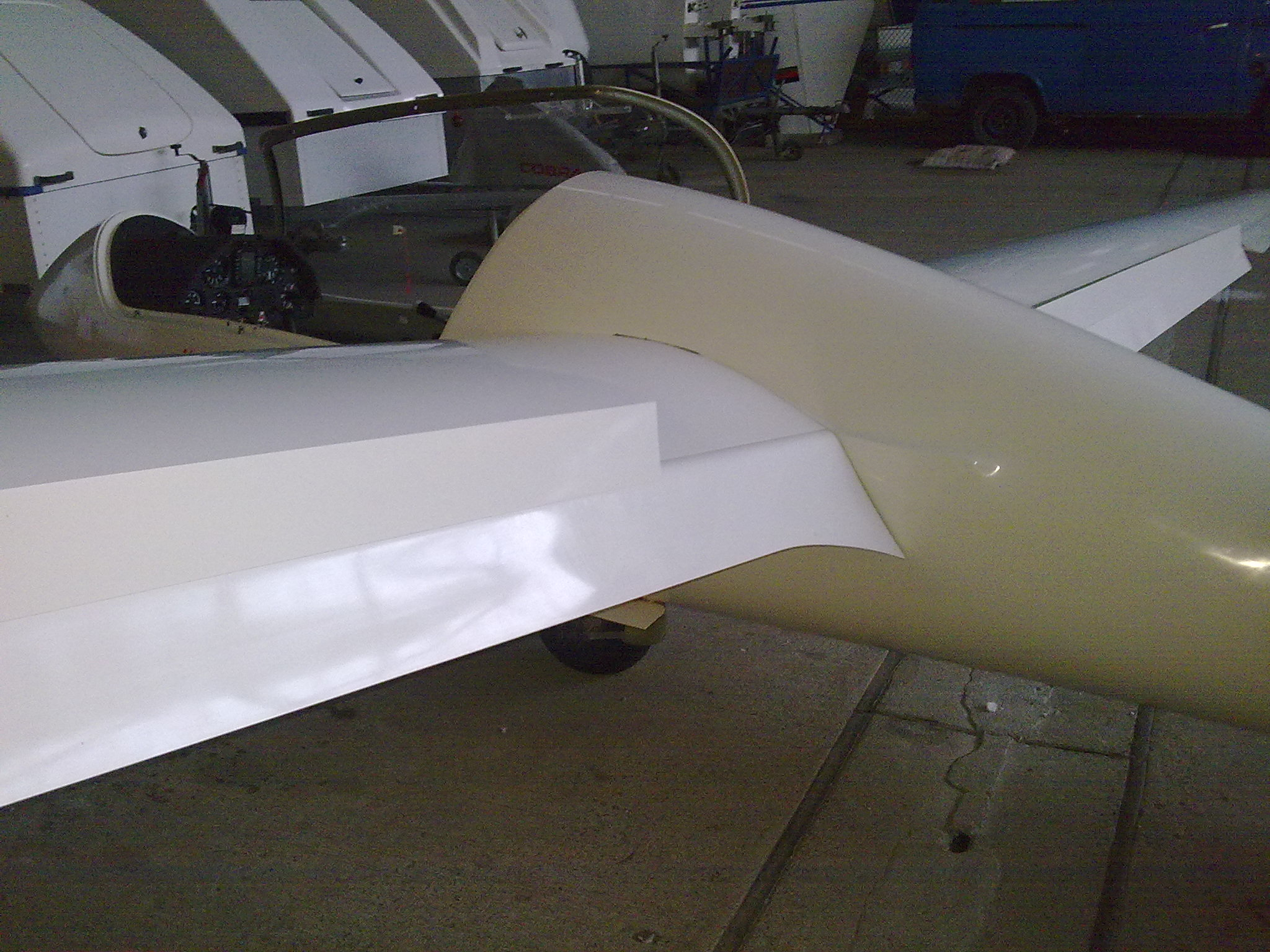
Hinterkantendrehklappen eines Mini-Nimbus (HS-7)

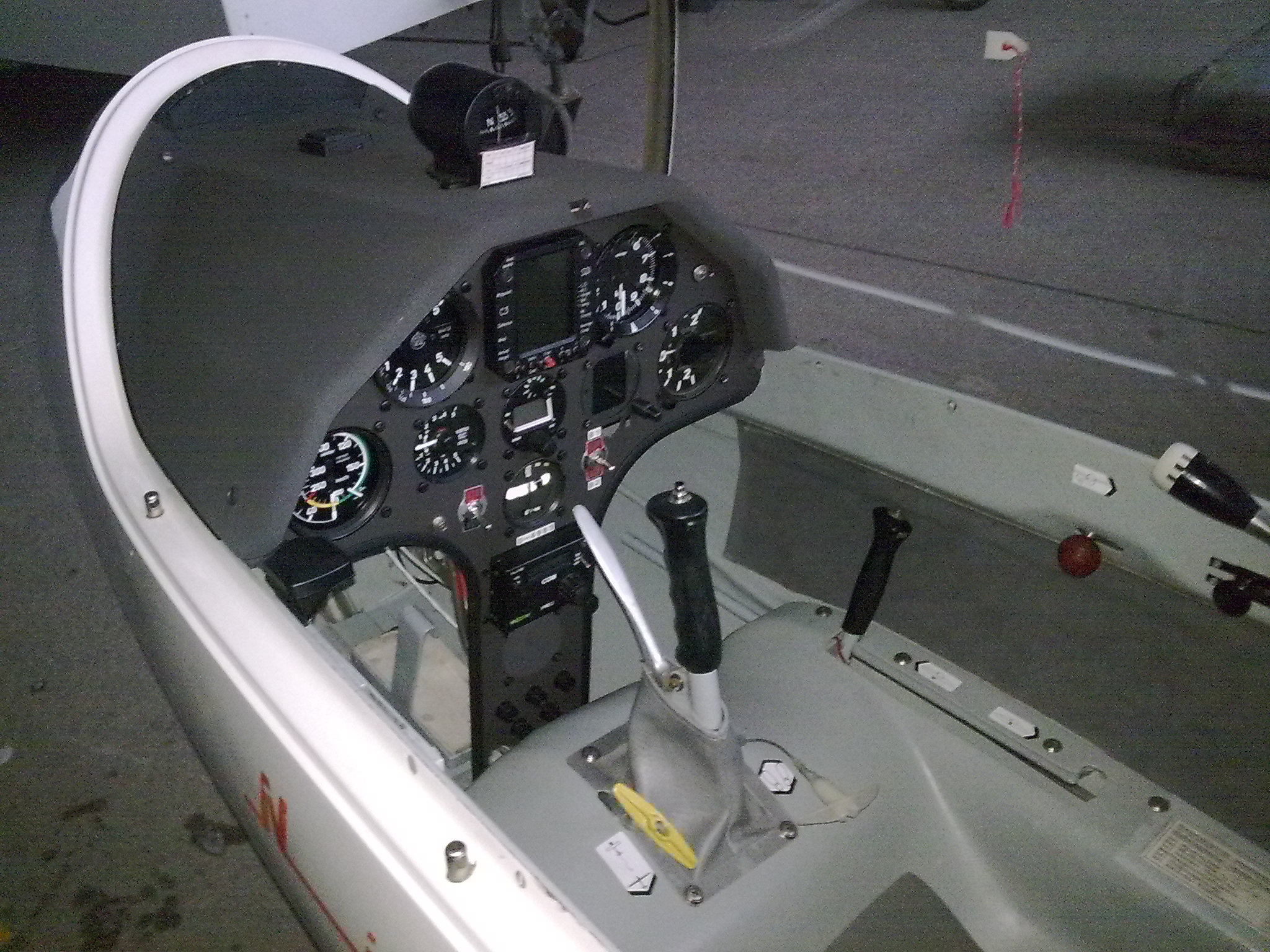
Cockpit eines Mini-Nimbus

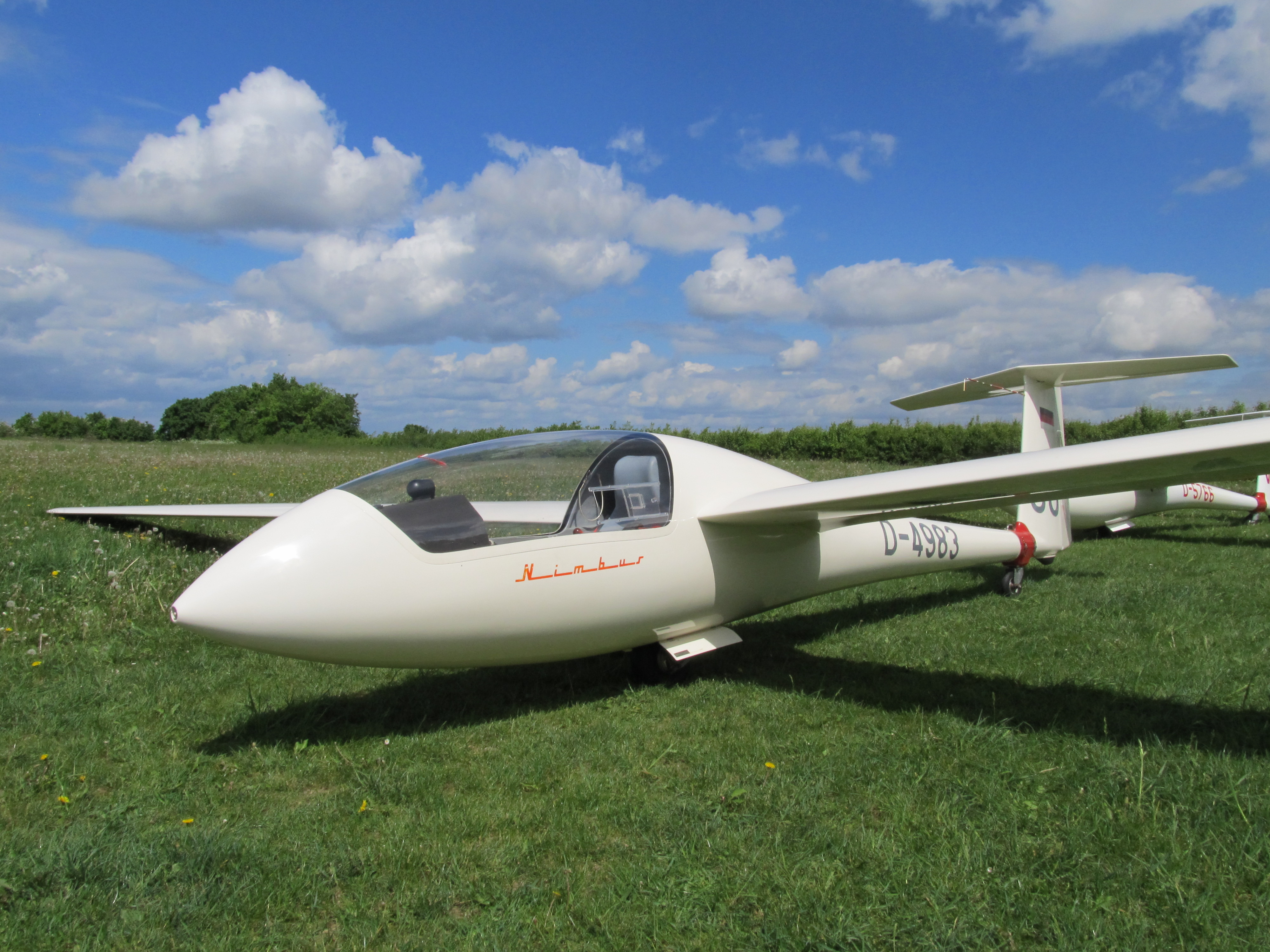
Frontansicht eines Mini-Nimbus (HS-7)

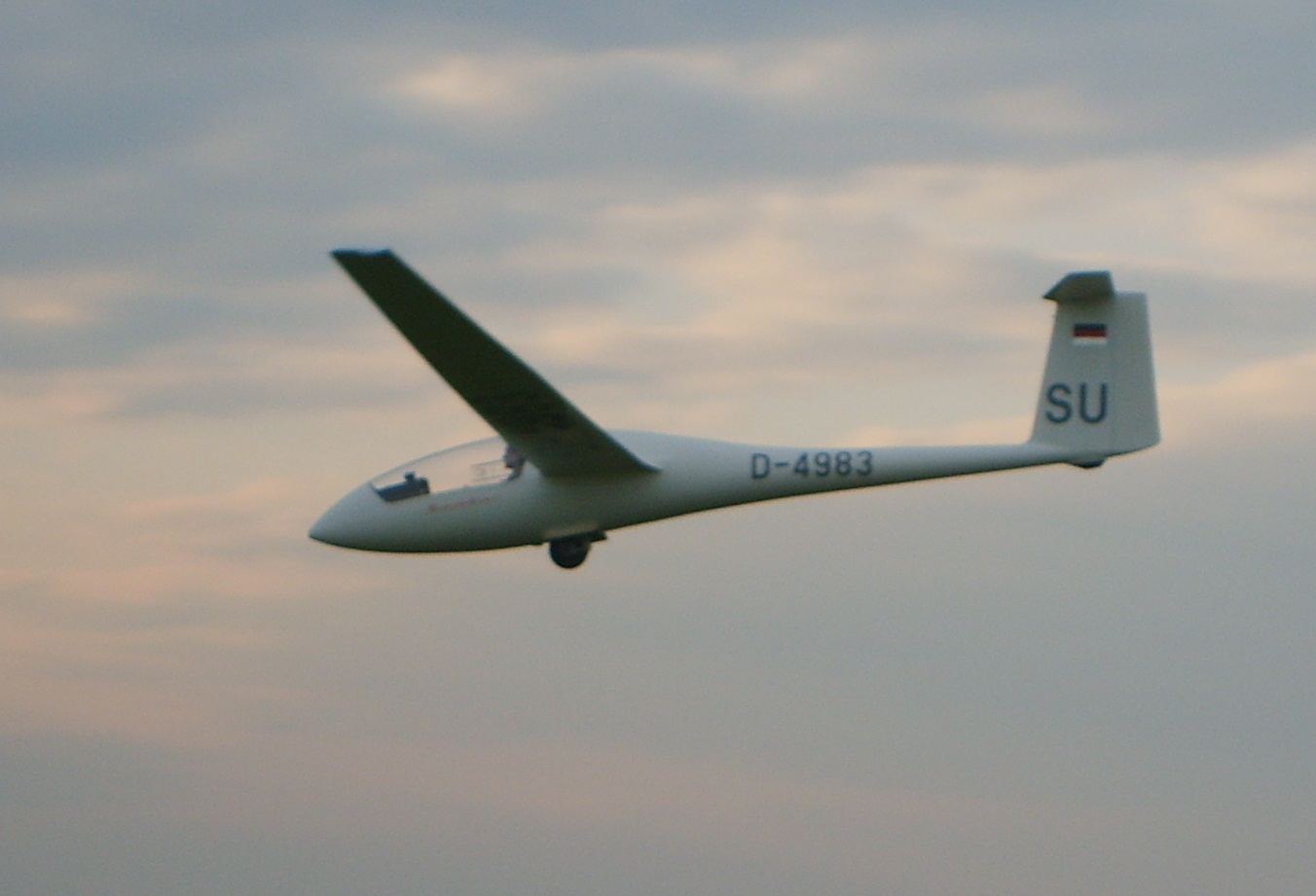
Mini-Nimbus im Landeanflug

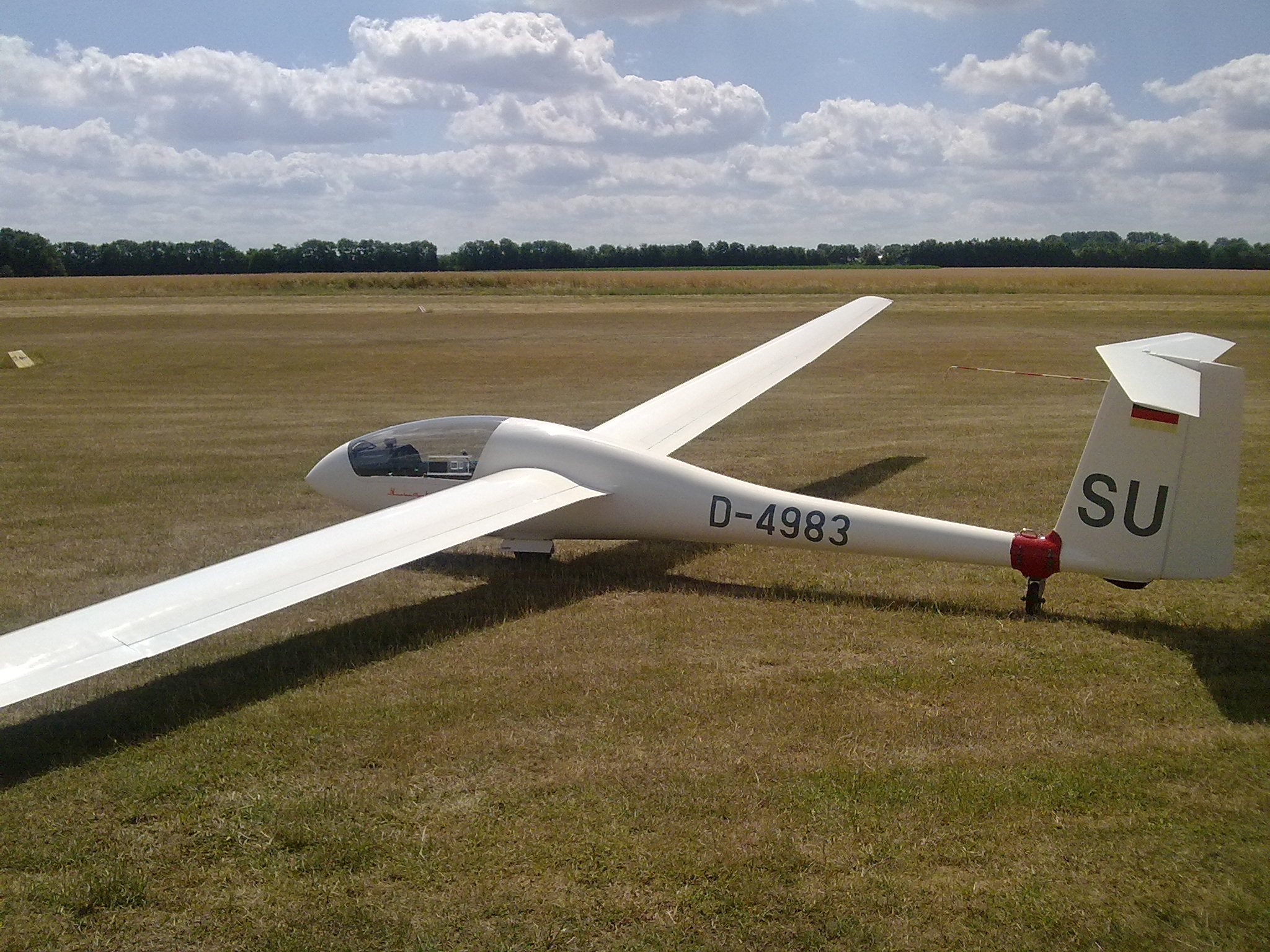
Pendelleitwerk beim Mini-Nimbus

Der Mini-Nimbus ist ein Hochleistungs-Segelflugzeug der 15-Meter-Klasse/ Rennklasse vom Hersteller Schempp-Hirth in Kirchheim (Teck). Klaus Holighaus führte in dieser Zeit zwei Segelflugzeughersteller: Schempp-Hirth Flugzeugbau und Glasflügel. So konnte er die von ihm entwickelten Tragflächen sowohl für den Mini-Nimbus, wie auch für den Glasflügel 303 Mosquito verwenden. Der Rumpf wurde vom Schempp-Hirth Cirrus übernommen und modifiziert. Der Erstflug war im September 1976, während die Serienproduktion 1977 begann. Der Mini-Nimbus (=HS-7, Holighaus/Schempp-7) besteht komplett aus GFK, während beim Mini-Nimbus C teilweise Kohlenstofffasern in den Tragflächen und im Höhenleitwerk verwendet wurden, was ihn leichter machte. Angeboten wurde er mit Pendelleitwerk und später mit gedämpftem Leitwerk. Mit dem erflogenen Gleitverhältnis von 42:1 bei 105 km/h liegt der Mini-Nimbus etwa gleichauf mit anderen Rennklasse-Flugzeugen seiner Zeit, bzw. etwas hinter der etwas „schnelleren“ ASW-20. Bei geringstmöglicher Zuladung ist sein Gleitverhältnis noch immer 41:1. Das minimale Sinken beträgt 0,57 m/s bei 80 km/h. Die höchstzulässige Geschwindigkeit beträgt 250 km/h; die Manövergeschwindigkeit beträgt 200 km/h. Des Weiteren ist er für einfachen Kunstflug (Looping, Turn usw.) zugelassen. Die Flächenbelastung kann (z. B. durch Wasserballast in den Tragflächen) zwischen 31 und 46 kg/m² variiert werden. Der Index des Mini-Nimbus ist 108.
Er hat Hinterkanten-Drehklappen (eine Kombination aus Spoilern und abgesenkten Wölbklappen), welche einen steilen Anflug ermöglichen, was bei Außenlandungen hilfreich sein kann. Für normale Anflüge lassen sich die beiden Spoiler auch ohne die Wölbklappen abzusenken ausfahren. Bei abgesenkten Wölbklappen stellen sich diese nach Einfahren der Spoiler automatisch wieder auf die zuvor eingestellte Wölbung. Die Höhenrudertrimmung ist mit den Wölbklappen kombiniert, so muss der Pilot das Flugzeug lediglich ein Mal im Flug über den Trimmhebel trimmen – fortan trimmt sich das Flugzeug automatisch bei einer positiven Wölbung hecklastig und bei einer negativen Wölbung kopflastig. Im Fluge besticht der Mini-Nimbus durch seine hervorragende Wendigkeit und das gute Kreisverhalten in der Thermik. Mit dem Pendelleitwerk und den Hinterkantendrehklappen ist das Flugzeug jedoch gerade in Verbindung mit seiner vergleichsweise geringen Rumpflänge relativ anspruchsvoll, da es äußerst feinfühlig auf Höhenleitwerk-Steuereingaben reagiert. Wie alle Flugzeuge mit ungedämpftem Pendelleitwerk neigt es nicht zur Selbststabilisierung bei einem Loslassen des Steuerknüppels. Im Landeanflug ist zu beachten, dass ein plötzliches Einfahren der Hinterkantendrehklappen ein kräftiges Durchsacken bewirkt, weshalb hier der Aufsetzpunkt möglichst nur durch den Anstellwinkel, nicht jedoch durch das Einfahren der Klappen, korrigiert werden sollte. Positiv ist, dass durch zusätzliches Drücken bei voll gezogenen Klappen kaum eine merkbare Fahrtzunahme entsteht, so dass nicht mit einem zu schnellen Anflug gerechnet werden muss und auch vergleichsweise steile Anflüge („Sarajevo Approach“) gelingen.
Von diesem Flugzeugtyp sind insgesamt 159 Stück gebaut worden, bis seine Fertigung zugunsten des aus ihm hervorgegangenen Nachfolgemodells Schempp-Hirth Ventus eingestellt wurde.

### Nimbus-3
Der Nimbus-3 war überwiegend aus kohlenstofffaserverstärktem Kunststoff gebaut und bekam ein neues Flügelprofil. Der vierteilige Flügel hatte 22,9 m Spannweite, die durch Ansteckflügel auf 24,5 m, später sogar auf 25,5 m verlängerbar waren. Die Außenflügel sind leicht modifizierte Ventus-Flügel. An den Ansteckflügeln sind Gierspoiler angebracht, die das Seitenruder bei großen Querruderausschlägen unterstützen. Erstflug war am 21. Februar 1981 durch den Konstrukteur Klaus Holighaus. Der Nimbus-3T hatte eine ausklappbare Heimkehrhilfe.
Nimbus-3 erreichten die ersten drei Plätze auf der Weltmeisterschaft 1981, bei jedoch nur zwölf Teilnehmern. 1983 waren Nimbus-3 auf den ersten sechs Plätzen, und auch 1985 flog der Sieger Nimbus-3.
Der Nimbus-3D ist die Doppelsitzerversion. Der Erstflug war im Mai 1986. Die Flügel sind hier leicht nach vorne gepfeilt. Es gab eine Eigenstarterversion (Nimbus-3DM) und eine Version mit Heimkehrhilfe (Nimbus-3DT). Der Nimbus-3D wurde zunächst mit 24,6 m Spannweite gebaut. Für den 3D und den 3DT gibt es Spannweitenverlängerungen auf 25,6 m.
Die Version Nimbus-3DM wurde als eigenstartfähiger, doppelsitziger Motorsegler mit Rotax-2-Taktmotor 60 PS mit einer Spannweite von 24,6 m gefertigt.

### Nimbus-4

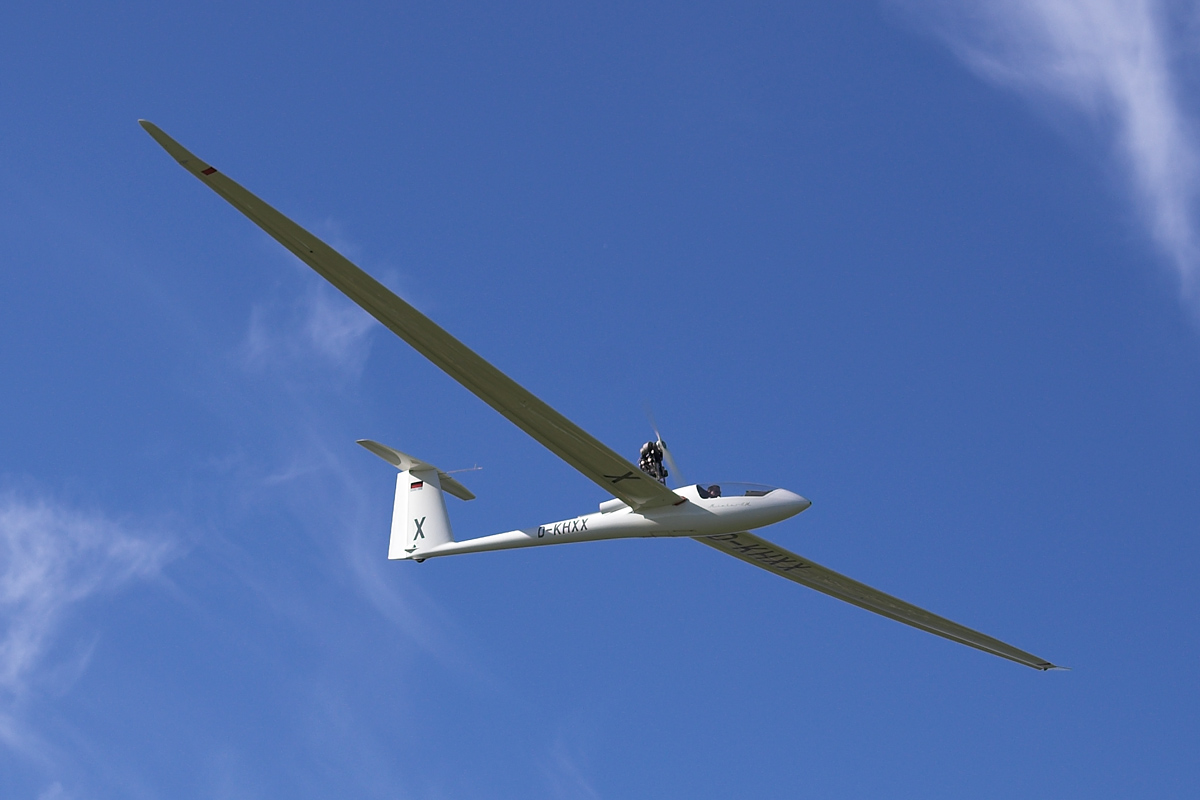
Nimbus-4M

Der Nimbus-4 (Erstflug 1990) ist das jüngste Modell und wurde aus dem Nimbus-3 abgeleitet. Die Spannweite wuchs auf 26,4 Meter, die Streckung auf 38,8. Der Rumpf ist länger und hat ein größeres Seitenruder. Der Nimbus-4 war in der Einsitzerversion mit Heimkehrhilfe (4T) und als Selbststarter (4M) erhältlich. Mit dem Standardtank von 26 l Inhalt sind „Sägezahn“-Flüge über 450 km möglich (bzw. 750 km bei Verwendung eines weiteren Flügeltanks). Der Rumpftank alleine reicht jedoch schon aus, drei bis vier Eigenstarts auf jeweils 1000 m Höhe auszuführen. Eine im Rumpf integrierte Betankungsanlage erlaubt ein müheloses Auffüllen der installierten Tanks. Der Motor lässt sich mit geringem Aufwand aus- und einbauen und ermöglicht dem Nimbus-4M jederzeit mit ausgebautem Antrieb (und damit ca. 55 kg weniger Gewicht) zu fliegen. Der Segelflug-Index beträgt 124.
Es gibt auch eine Doppelsitzerversion Nimbus-4D sowie Versionen mit Turbo (4T oder 4DT) oder Eigenstarter (4DM).

### Nimbus-4D
Der Nimbus-4D ist ein aus faserverstärktem Kunststoff hergestelltes doppelsitziges Segelflugzeug und mit einer Spannweite von 26,5 m (Streckung 39,1) das bisher größte von Schempp-Hirth in Serie gefertigte Baumuster.
Mit seiner besten Gleitzahl ~60 und mit hervorragenden Langsamflug- und Steigleistungen steht der Nimbus-4D den vergleichbaren Einsitzern in nichts nach, hat aber deutlich verbesserte Flugeigenschaften. Ruderabstimmung und Wendigkeit vermitteln eher den Eindruck eines wesentlich kleineren Doppelsitzers. Ein Ergebnis, das nur durch die außergewöhnliche aerodynamische Flügelauslegung, kombiniert mit einer ausgefeilten Steuerungskinematik, erreicht werden konnte.

## Technische Daten
| Typ                    | Nimbus-2                         | Mini-Nimbus                | Nimbus-3                                  | Nimbus-3D                              | Nimbus-4        | Nimbus-4D       | Nimbus-4DM            |
| ---------------------- | -------------------------------- | -------------------------- | ----------------------------------------- | -------------------------------------- | --------------- | --------------- | --------------------- |
| Wettbewerbsklasse      | Offene Klasse                    | 15 m FAI (Rennklasse)      | Offene Klasse                             | Offene Klasse                          | Offene Klasse   | Offene Klasse   | Offene Klasse         |
| Sitzplätze             | 1                                | 1                          | 1                                         | 2                                      | 1               | 2               | 2                     |
| Abmessungen            |                                  |                            |                                           |                                        |                 |                 |                       |
| Länge                  | 7,28 m (7,33 m für 2c)           | 6,41 m                     | 7,63 m                                    | 8,62 m                                 | 7,83 m          | 8,62 m          | 8,62 m                |
| Flügelspannweite       | 20,30 m                          | 15,0 m                     | 22,9 / 24,5 / 25,5 m                      | 25,6& m bis 24,6 m (3DM)               | 26,4 m          | 26,6 m          | 26,6 m                |
| Flügelfläche           | 14,41 m²                         | 9,86 m²                    | 16,28 / 16,7 / 16,9 m²                    | 17,02 m²                               | 17,86 m²        | 17,96 m²        | 17,96 m²              |
| Streckung              | 28,6                             | 22,8                       | 32,2 / 35,9 / 38,4                        | 38,5                                   | 38,8            | 39,1            | 39,1                  |
| Massen und Zuladung    |                                  |                            |                                           |                                        |                 |                 |                       |
| Leermasse              | ca. 350 kg (2b), 315 kg (2c)     | 235 kg                     | 396 (24,5 m) 408 kg (25,5 m)              | 485 kg 595 kg (3DM)                    | 470 kg          | 515 kg          | 595 kg                |
| Wasserballast          | 120–210 kg                       | 125 kg                     | 338 kg                                    | 168 kg                                 | ca. 300 kg      | 80 kg           | 80 kg                 |
| max. Startmasse        | 580 kg (2b), 650 kg (2c)         | 450 kg (GFK), 500 kg (CFK) | 750 kg                                    | 750 kg 820 (3DM/3DT)                   | 750 kg 820 (4M) | 750 kg          | 820 kg                |
| Flächenbelastung       | 29–40,3 kg/m² (2b) 28–45,1 kg/m² | 31–46 kg/m²                | 29–46 kg/m² (22,9 m) 28–42 kg/m² (24,5 m) | 32,6–44,1 kg/m² – 48,5 kg/m² (3DT/3DM) | 30–44 kg/m²     | 32,6–41,8 kg/m² | 37,6–45,7 kg/m²       |
| Flugleistungen         |                                  |                            |                                           |                                        |                 |                 |                       |
| Höchstgeschwindigkeit  | 220–250 km/h 270 km/h (2b/c)     | 250 km/h                   | 270 km/h                                  | 275 km/h                               | 275 km/h        | 285 km/h        | 285 km/h (320 km/h)   |
| Manövergeschwindigkeit | 160 km/h                         | 200 km/h                   | 190 km/h                                  | 190 km/h                               | ?               | 180 km/h        | 180 km/h              |
| Geringstes Sinken      | 0,49 m/s                         | 0,57 m/s                   | 0,42 m/s bei 75 km/h (24,5 m)             | 0,48 m/s                               | ca. 0,38 m/s    | ?               | ?                     |
| Gleitzahl              | ca. 47                           | 42 (erflogen)              | ca. 58 (24,5 m)                           | ca. 57                                 | ca. 60          | ca. 60          | ca. 60 (bei 110 km/h) |